# 舊市政廳
舊市政廳（英語：Old City Hall）又稱為郡法院大樓和州議會大樓，是位於美國賓夕法尼亞州蘭開斯特郡蘭開斯特市之一座具有歷史價值的美國市政廳建築。
該建築於1972年被列入國家史蹟名錄。這座建築於1924年經過修復，曾經容納市和郡政府辦公室、一個共濟會分會、郵局和圖書館。現在它是蘭開斯特遊客中心的所在地。